# Туна Киремитчи
Туна Киремитчи (на турски: Tuna Kiremitçi) е турски певец, автор на песни и текстописец, актьор, филмов режисьор, журналист, поет и писател на произведения жанра драма, любовен роман и криминален роман. Той е една от най-влиятелните и ярки фигури в сферата на изкуството в съвременна Турция.

## Биография и творчество
Туна Киремитчи е роден на 24 февруари 1973 г. в Ескишехир, Турция. Семейството му е от град Пловдив и се е изселило от България в Турция. Учи в гимназията в квартал Галатасарай на Истанбул, където свири в училищния оркестър. Сформира първата си професионална група Sand Kaleler с приятелите си в училище, а албумът ѝ „В посока към морето“ (Denize Doğru), в който той пише повечето текстове и музика, е издаден през 1996 г. Следва специалност филмово изкуство във Факултета за изящни изкуства „Мимар Синан“ в Истанбул.
Докато е в гимназията са публикувани и първите му стихове в списание „Актив“. Първата му книга, стихосбирката „Стъпки/Първи работи“ (Ayabakanlar/İlk Yapıtları), е издадена през 1994 г., която му носи успех. За нея получава наградата за младежка литература „Яшар Наби Найър“. През 1997 г. той споделя Балканската поетична награда „Ергуван“ с босненския поет Изет Сарайлич. Втората му поетична книга „Академия“ е публикувана през 1998 г. Следват още няколко стихосбирки, които също биват удостоени с множество отличия и голяма популярност.
Първият му роман „Върви си, преди да съм те обикнал много“ е издаден през 2002 г. и е приет от критиката като литературно събитие на годината. През 2003 г. е издаден романът му „В това има някаква самотност“ и стихосбирката му „Някои стихотворения Някои песни“. Следват романите му „Трима на пътя“, „Молитвите остават“, „Въпрос на любов“, „Дойде и твоят край, любима“ и др., които стават бестселъри. Преведени са на 16 езика по света. Тези му романи от първия период обикновено се занимават с трагедиите на обикновените хора, дилемите на отношенията между мъже и жени в съвременното общество и меланхолията на стареенето, с тъжно и понякога усмихнато изражение. През 2016 г. писателят обявява, че прекратява писателската си кариера, и ще се посвети само на музиката и поезията, но през 2021 г. е издаден криминалният му роман „Дипломирани убийства“ (Mezun Cinayetleri).
Туна Киремитчи е един от най-известните рок музиканти в Турция. Първият му самостоятелен албум е издаден през 2007 г. След това прави албуми с рок групата Atlas като солист и автор на песни през 2013 г. и през 2015 г. В следващите години издава съвместни музикални албуми с други музиканти („Туна и приятели“) и има десетки рок хитове и дуети.
Известно време пише за вестник „Джумхуриет“. В периода 2010 – 2012 г. пише за приложението на вестник „Хюриет“. В периода 2013 – 2014 г. пише за вестник Aydınlık. Преподавател в катедра „Кино-ТВ“ на Факултета за изящни изкуства „Мимар Синан“. От 2021 г. той пише рецензии на криминални романи в седмичния вестник Oksijen.
Първата му съпруга е Ясемин Алтън, с която имат сит и се развеждат през 2005 г. На 8 ноември 2006 г. се жени за актрисата и писателка Иджлял Айдън, с която се развеждат през 2007 г. През 2014 г. се жени за инструкторката по пилатес Гамзе Елджин, с която имат дъщеря, и се развеждат през 2019 г.
Туна Киремитчи живее в Истанбул.

## Произведения

### Поезия
- Ayabakanlar/İlk Yapıtları (1994)[2][4][5]
- Akademi (1998)
- Bazı Şiirler Bazı Şarkılar (2003)
- Bir Uyumsuz Bulut (2017)
- En Sağlam Direniş Kalbi temiz Tutmak (2018)

### Самостоятелни романи
- Git Kendini Çok Sevdirmeden (2002)[2][4][5]
Върви си, преди да съм те обикнал много, изд. „Аспириус“ (2017), прев. Жанет Соломон
- Bu İşte Bir Yalnızlık Var (2003)[1]
В това има някаква самотност, изд. „Аспириус“ (2018), прев. Жанет Соломон
- Yolda Üç Kişi (2005)
- Dualar Kalıcıdır (2007)
Молитвите остават, изд.: ИК „Труд“, София (2008), прев. Паулина Матеева
- Küçüğe Bir Dondurma (2009)
- A. Ş. K. Neyin Kısaltması? (2010)
- Selanik'te Sonbahar (2011)
- Hepimiz Birilerinin Eski Sevgilisiyiz (2011)
- Bir Gönül Meselesi (2012)
Въпрос на любов, изд.: ИК „Прометей“, София (2016), прев. Семра Ахмед
- Sonun Geldi Sevgilim (2014)
Дойде и твоят край, любима, изд. „Весела Люцканова“ (2018), прев. Надежда Иванова
- Güneş'i Kıskandıran Kız (2015)
- Uçan Halıların Ayrodinamik Sorunları (2015)
- Kendi Seven Ağlamaz (2016)
- Mezun Cinayetleri (2021)
- Perinin Ölümü (2022)
- Tehlikeli Şarkılar (2023)

### Екранизации
- 2013 Bu İşte Bir Yalnızlık Var
- 2014 Dualar Kalıcıdır

### Дискография
- Kendi Halinde (2007)
- Tuna Kiremitçi ve Arkadaşları (2017)
- Tuna Kiremitçi ve Arkadaşları 2 (2019)
- On Numara Olaylar (2021)

### Филмография
- 1997 Alev – късометражен
- 2009 Adını Sen Koy – сценарист и режисьор
- 2013 Atlas: Tabanca – музикален
- 2016 Yemekteydik ve Karar Verdim
- 2016 Babaannem
- 2018 Kaybedenler Kulübü Yolda
- 2020 Jehan Barbur: 10th Anniversary Concert – музикален